# Hugh Mangum
Pour les articles homonymes, voir Mangum (homonymie).
Hugh Mangum, né le 3 juin 1877 à  Durham (Caroline du Nord) et mort le 12 mars 1922 à Roanoke (Virginie), est un photographe américain. Ayant commencé son activité itinérante dans les années 1890, entre la Caroline du Nord, la Virginie et la Virginie-Occidentale, ses photos se déploient en plein cœur du Sud ségrégationniste et des lois Jim Crow.

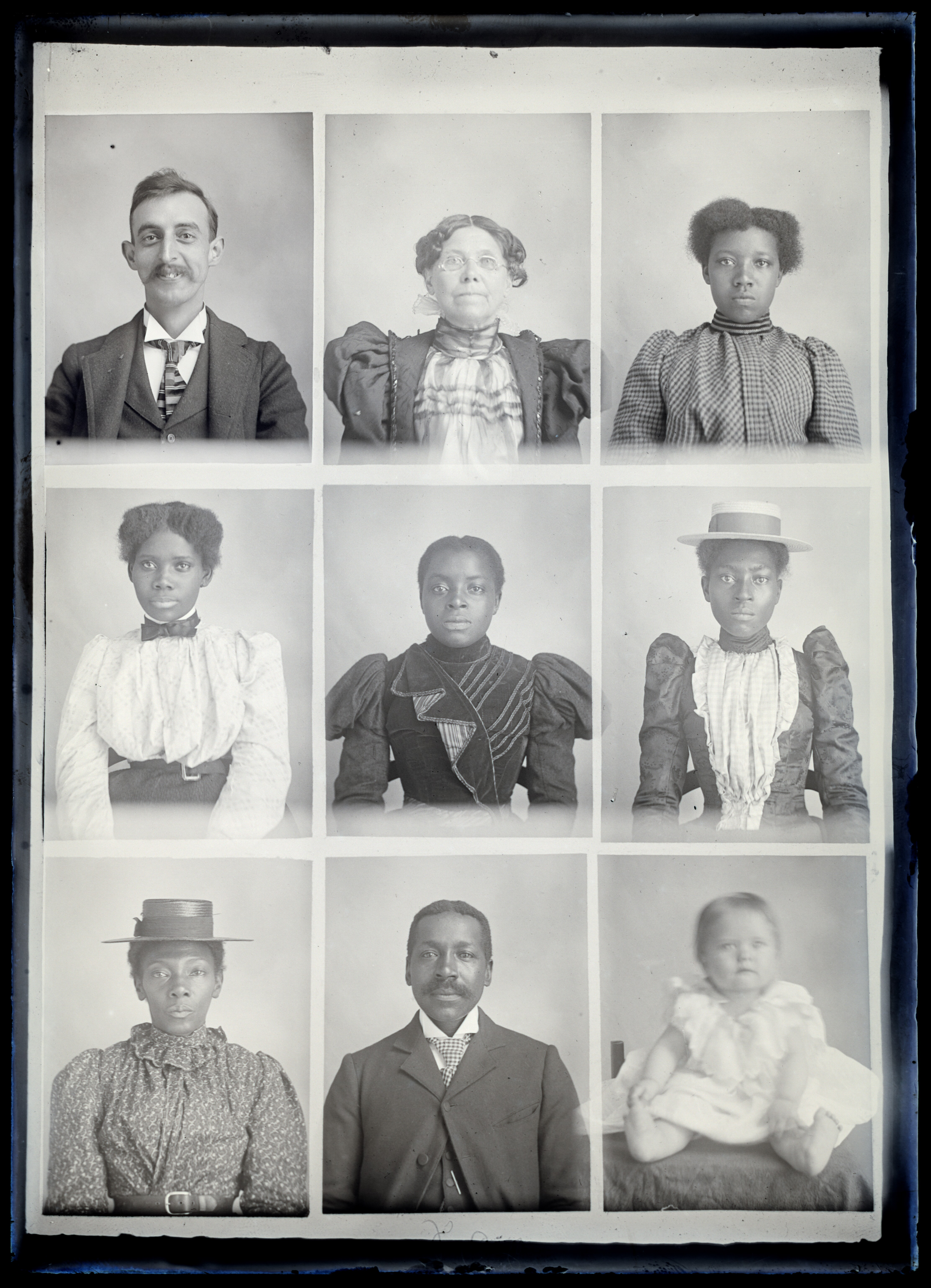
Sur cette série de photos, le photographe s'est auto-portraituré sur la première image, en haut à gauche. Entre circa 1890 et 1922

## Biographie
Hugh Leonard Mangum est le fils de Presley J. Mangum, agent de la poste et de Sally Mangum née Farhting.
En 1891, afin de s'éloigner de l'effervescence grandissante de Durham, la famille achète la maison McCown, dans la campagne du comté de Durham, pour y passer leurs étés avant de s'y installer définitivement en 1893. C'est dans ce lieu, qui se trouve dans le parc de "West Point on the Eno", que l'adolescent de 16 ans apprend en autodidacte la photographie. Il installe son atelier dans la grange à tabac (tobacco barn) de la ferme familiale.
Pratiquant également la peinture à l'huile, l'aquarelle et la musique avec la mandoline, l'accordéon et le piano, il a étudié l'art à la Salem College, la plus ancienne institution pour femmes des États-Unis. Avant cela, il aurait été accepté à la Trinité College (future Université de Duke) mais il n'y a pas de preuve quant à l'existence même de sa candidature.
Très tôt, il a mené une vie itinérante entre villes et campagnes photographiant de manière égale des blancs, des Afro-américains, des enfants jouant et des travailleurs des champs. Puis, il déménage en Virginie et s'associe pour créer des studios à Roanoke, Pulaski et East Radford. Durant ses voyages, il installe son studio temporaire entre une durée de quelques jours à quelques mois, achetant des espaces publicitaires dans les journaux locaux pour faire connaître son entreprise. Son parcours est retracé grâce à un journal qu'il tenait. Cependant, peu de lieux sont identifiés dans les photos.
En 1906, à 29 ans, il se marie avec Annie Carden et s'installe dans la ville d'origine de sa femme, à East Radford, Virginia. Il continue de voyager mais crée également des studios saisonniers à Durham, Radford et Pulaski. Son atelier de Radford est détruit par le feu en 1919. Peu de temps après, il devient propriétaire du Kidd Studio à Roanoke.
Il décède, en 1922, à 44 ans, des complications d'une pneumonie, à Roanoke.

## Photographies et style
Hugh Mangum utilisait la technique des penny pictures qui permettait de faire apparaître de nombreux portraits (de la taille d'un penny) sur une même planche. Pour parvenir à ce résultat, il utilisait des négatifs sur de larges plaques de verre dont il cachait des parties à l'aide de masques spéciaux pour créer les petits formats.
Ses photographies se distinguent par l'apparente détente de ses sujets face à l'appareil photo. Souvent, la personne apparaît plutôt statique et formelle sur la première image tandis que les autres témoignent de positions plus décontractées, les sujets arborant des accessoires et souriant même, ce qui est assez rare pour l'époque. Quant au décor, sobre et dénudé, il permet de concentrer le regard essentiellement sur les individus et leur langage corporel.

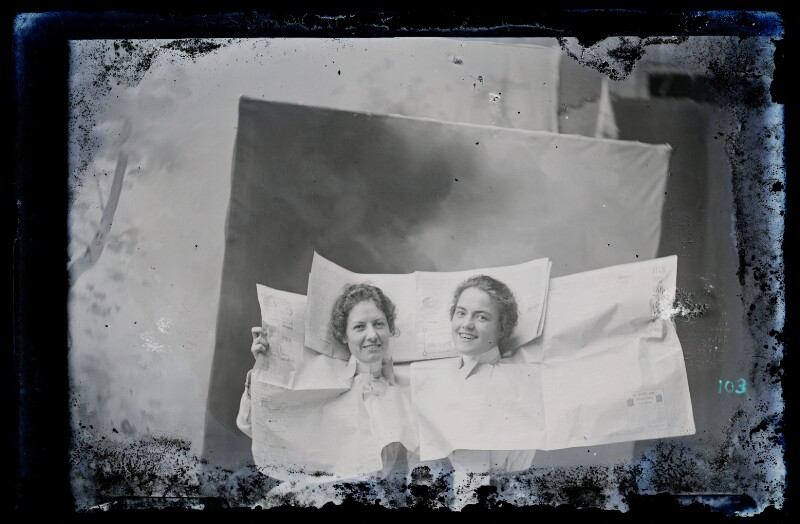
Portrait de deux femmes, la tête passant au travers d'un journal, photo prise par Hugh Mangum, entre 1890 et 1922

L'aspect peu onéreux de cette pratique rendait le portrait accessible à des personnes provenant de tous les milieux sociaux. Les idées politiques de Mangum ne sont pas connues mais la création d'un espace photographique où blancs et noirs se côtoient sur une même planche confère à l'activité du photographe un aspect symbolique et inhabituelle pour l'époque dominée par les lois Jim Crow.

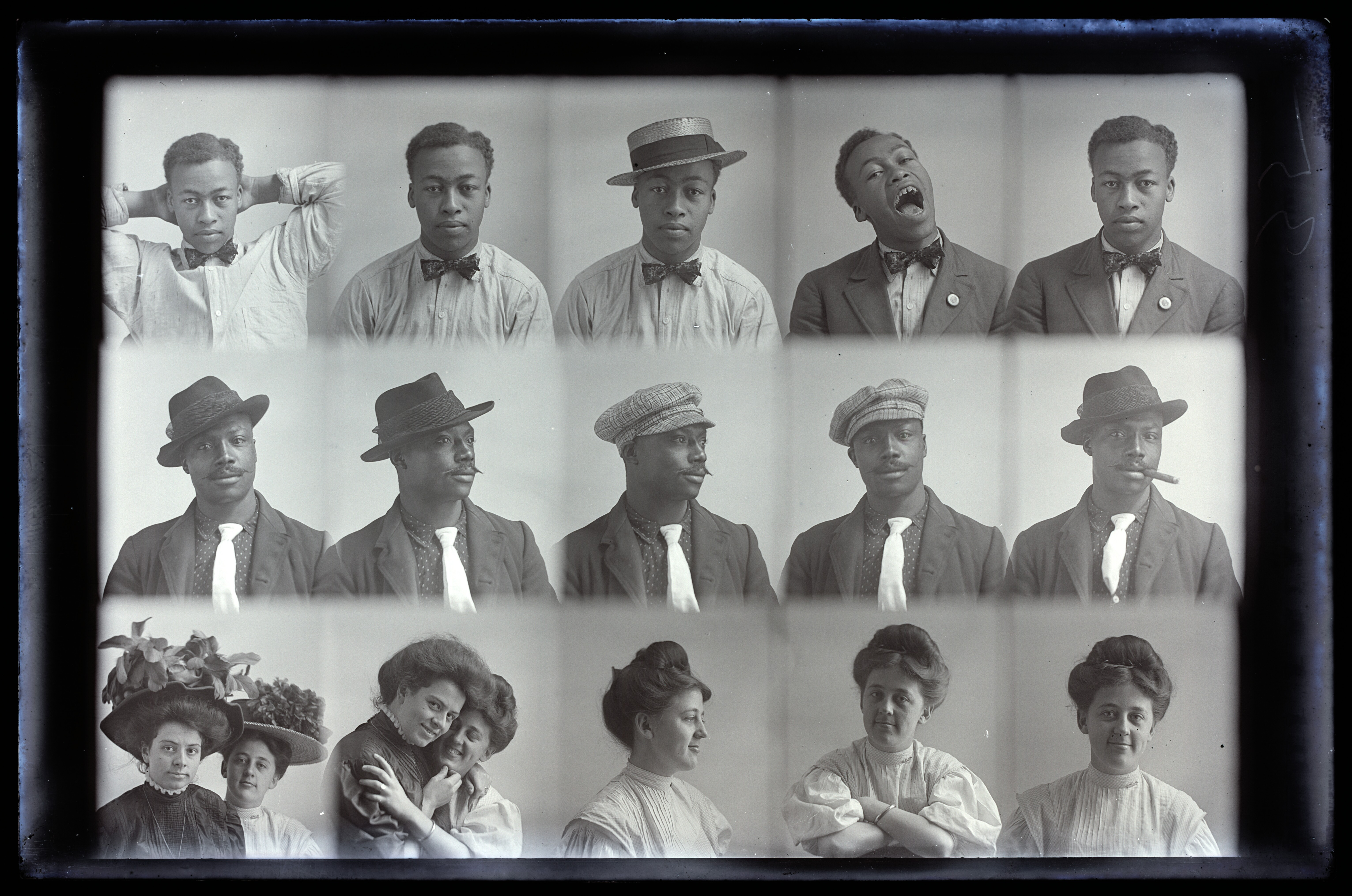
Pas de titre connu, série de portraits pris par le photograph Hugh Mangum, entre 1890 et 1922.

Il a sans doute produit plusieurs milliers de négatifs durant sa carrière mais une grande partie de sa production a aujourd'hui disparu. Il ne reste qu'environ 700 planches conservées à la Duke University’s Rubenstein Library. Cette collection a été retrouvée et sauvée de la destruction dans la grange de la propriété familiale.
Elle a été numérisée et rendue accessible sur le site de l'Université de Duke tandis que le matériel de l'artiste se trouve exposé au Hugh Mangum Museum of Photography à Durham, en Caroline du Nord.

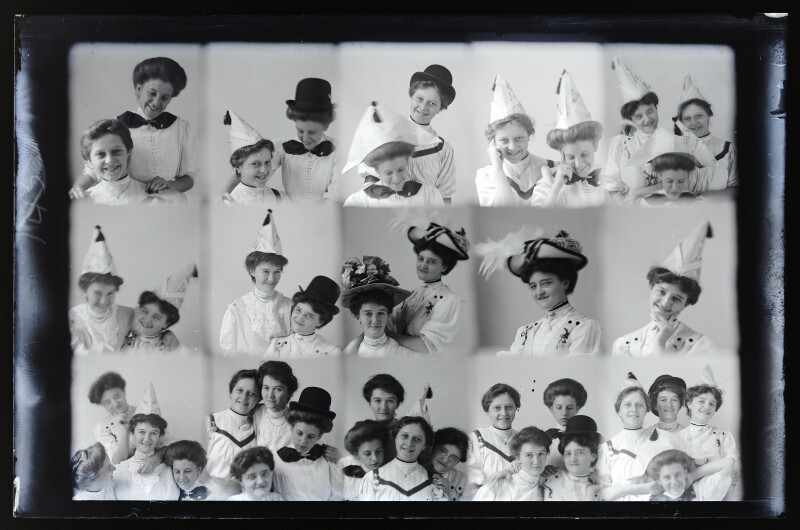
Pas de titre connu, série de portraits pris par le photograph Hugh Mangum, entre 1890 et 1922.

## Expositions
- 2009: Beyond Beauty: Photographs from Duke University Special Collections Library, par Sarah Schroth, Nancy Hanks, Margaret Sartor, Karen Glynn, Patricia Leighten et Margaret Morrison, Nasher Museum of Art.
- 2012: Keep All You Wish: The Photographs of Hugh Mangum, par Sarah Stacke, Center for Documentary Studies at Duke University [9].
- 2014: Hugh Mangum on Main Street, dirigée par Sarah Stacke, Museum of Durham History [10].
- 2015: Keep All You Wish: The Photographs of Hugh Mangum, par Sarah Stacke, Asheville Art Museum [11].
- 2019: Where We Find Ourselves: The Photographs of Hugh Mangum, 1897 – 1922, par Margaret Sartor et Alex Harris, Nasher Museum of Art [12].
- 2020: Hugh Mangum: Where We Find Ourselves, par Margaret Sartor, Alex Harris et Juan Curto, Camara Oscura Galeria De Arte, Madrid [13].